# Creepypasta

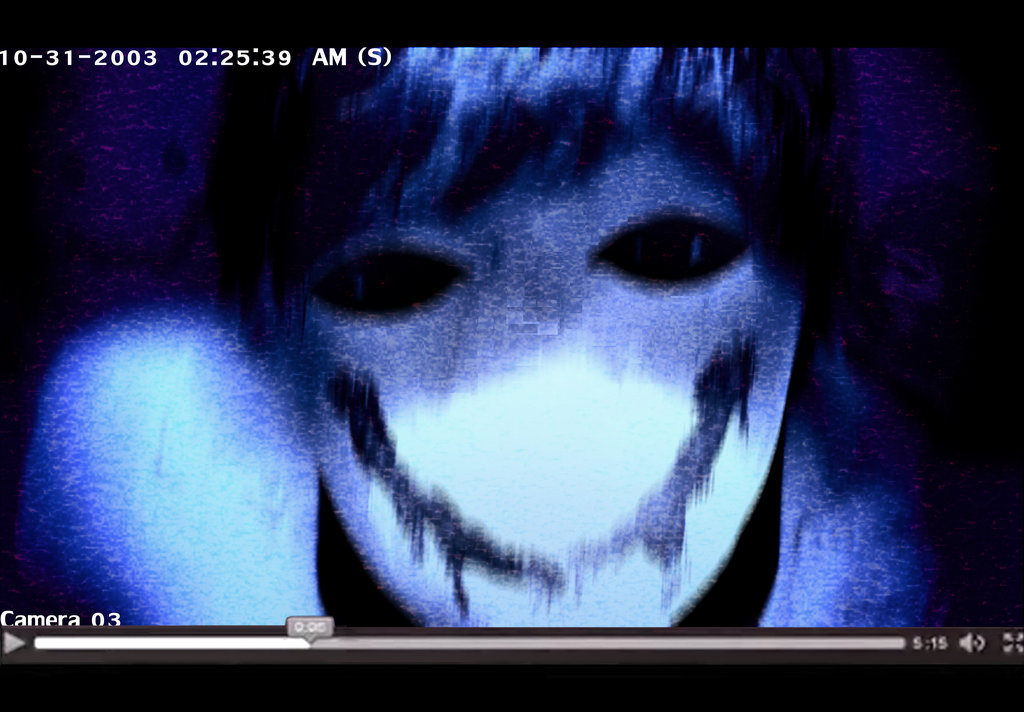
Ilustração digital da creepypasta do "Pintor Sangrento", mostrando uma câmera de vigilância que foi partilhadas nas redes sociais.

Creepypastas são lendas relacionadas ao terror que foram compartilhadas na Internet. Desde então, creepypasta se tornou um termo genérico para qualquer conteúdo de terror postado na Internet. Essas entradas na Internet geralmente são histórias paranormais breves, geradas por usuários, com a intenção de assustar os leitores. Eles incluem contos horríveis de assassinato, suicídio e ocorrências de outro mundo. O assunto das creepypastas varia muito e pode incluir tópicos como fantasmas, assassinatos, zumbis, rituais para convocar entidades paranormais e programas de televisão mal-assombrados e jogos eletrônicos. Creepypastas variam de um único parágrafo a longas séries de várias partes que podem abranger vários tipos de mídia.
Na grande mídia, creepypastas relacionadas ao personagem fictício de Slender Man chamaram a atenção do público após o "esfaqueamento de Slender Man" de 2014, no qual uma menina de doze anos foi esfaqueada por dois de seus amigos; os perpetradores alegaram que "queriam provar que os céticos do Slender Man estavam errados." Após a tentativa de assassinato, alguns administradores do sítio creepypasta fizeram declarações lembrando os leitores da "linha entre a ficção e a realidade".
Outras histórias notáveis de creepypastas incluem "Ben Drowned", "Jeff the Killer", "Ted the Caver" e "Sonic.exe".

## Etimologia
Creepypasta é um portmanteau das palavras creepy e copypasta; o termo foi cunhado no imageboard 4chan por volta de 2007. Copypasta denota texto viral, copiado e colado; o termo foi cunhado no 4chan por volta de 2006.

## História
As origens exatas da creepypasta são desconhecidas. As primeiras creepypastas eram geralmente escritas anonimamente e rotineiramente republicadas, dificultando o estudo da história do gênero. Jessica Roy, escrevendo para a Time, argumentou que creepypastas surgiram na década de 1990, quando o texto de correntes de e-mails foi republicado em fóruns da Internet e grupos da Usenet. Aja Romano, escrevendo para o The Daily Dot, afirmou que Ted the Caver foi indiscutivelmente o primeiro exemplo de creepypasta. A história, postada no Angelfire em 2001, foi escrita na primeira pessoa da perspectiva de Ted enquanto ele e vários amigos exploravam um sistema de cavernas cada vez mais assustador.
Muitas creepypastas iniciais consistiam em rituais, anedotas pessoais e lendas urbanas, como Polybius e Bunny Man. Darcie Nadel, escrevendo para TurboNews, argumentou que essas primeiras creepypastas tinham que ser um tanto verossímeis e realistas para serem republicadas. Muitas das primeiras creepypastas foram criadas no painel /x/ do 4chan, que focava no paranormal.
Os principais sítios dedicados a creepypastas começaram a surgir no final dos anos 2000 e início dos anos 2010: Creepypasta.com foi criado em 2008, enquanto o Creepypasta Wiki e r/NoSleep (um fórum do Reddit, ou subreddit) foram criados em 2010. Os sítios criaram um arquivo permanente de creepypastas, que impactou profundamente o gênero. Muitos autores passaram a utilizar personagens de creepypastas em suas próprias histórias, o que resultou no desenvolvimento de continuidades englobando inúmeras obras.
Segundo a revista Time, o gênero teve seu pico de audiência em 2010, quando foi coberto pelo The New York Times.
A definição de creepypasta se expandiu ao longo do tempo para incluir a maioria das histórias de terror escritas na Internet. Com o tempo, a autoria tornou-se cada vez mais importante: muitas creepypastas são escritas por autores nomeados e não por indivíduos anônimos. Muitos desses autores tentam chamar a atenção por meio de suas creepypastas. A cópia e colagem de creepypastas tornou-se menos comum ao longo do tempo; fazer isso é visto como roubo intelectual por muitos membros da comunidade creepypasta.

## Impacto cultural

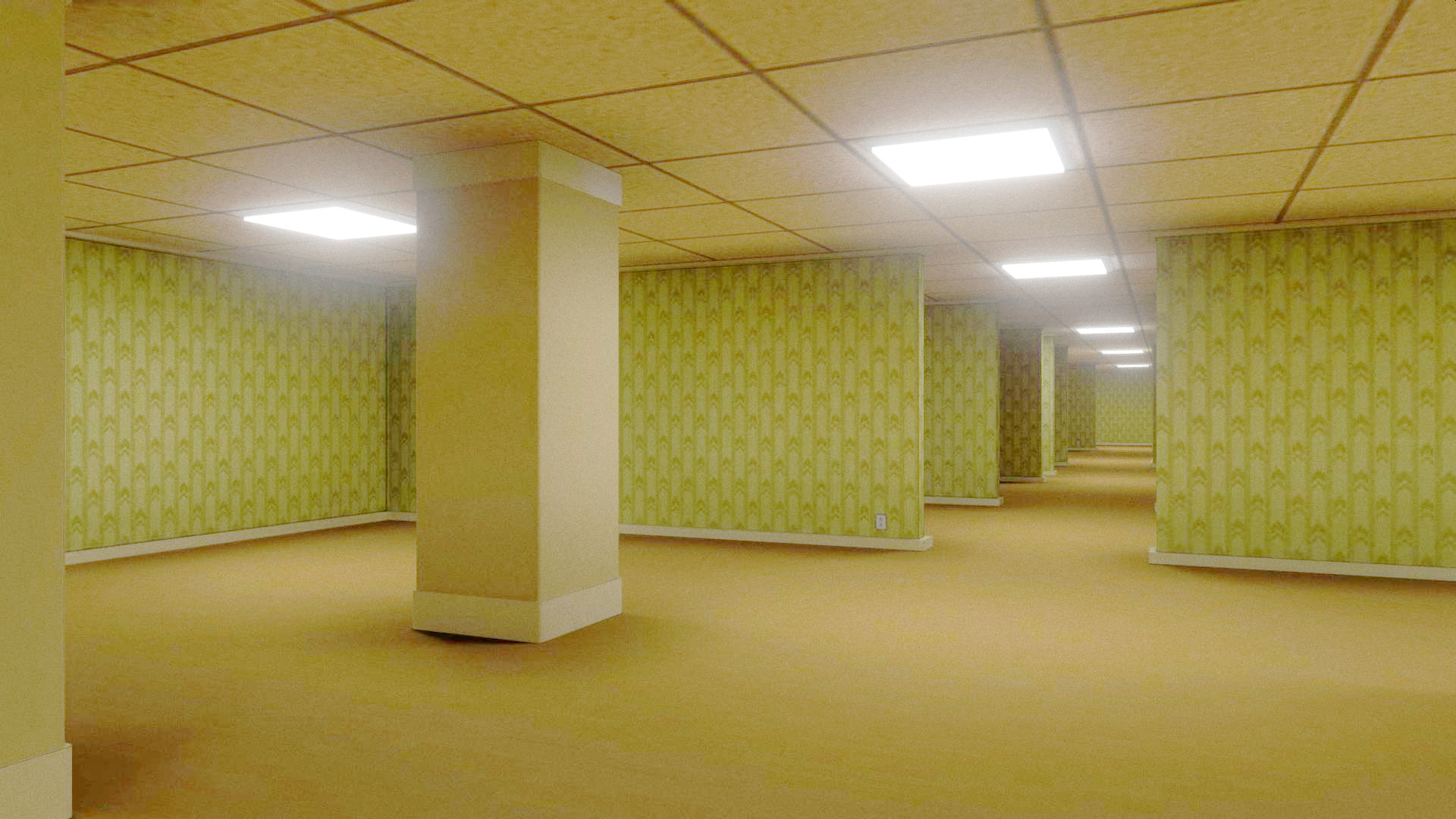
A representação comum dos Backrooms, derivada de uma das imagens que inspirou a creepypasta.

Várias curta-metragens, jogos, filmes e produtos foram produzidos com base em creepypastas, como Always Watching: A Marble Hornets Story (Sempre a Ver: Uma História de Marble Hornets), Slender Man e Beware the Slenderman (Cuidado com o Slenderman). Além dos produtos e adaptações cinematográficas, um grande número de conteúdo de fãs e configurações independentes/Mythos foram estabelecidas de creepypastas, como a Fundação SCP, The Backrooms e The Mandela Catalogue, com os anteriores servindo de exemplo do subgénero descendente de creepypasta, o analog horror.
Devido à sua prevalência online, uma porção das creepypastas foram arquivadas pelo Centro Folclórico Americano e adicionou ao ser arquivo de internet de cultura digital sob a sua iniciativa de documentar o desenvolvimento da cultural online. Alguns folcloristas veem as creepypastas como a manifestação da idade digital da lenda, enquanto outros veem a maioria das creepypastas como anti-lendas. Anti-lendas são semelhantes às lendas exceto que procuram propositadamente subverter as lendas da era desafiando as exceções do público do que constitui uma lenda contemporânea.

## Exemplos de creepypasta

### Slender Man
Slender Man é um humanoide alto e magro sem características faciais distinguíveis, que usa um fato preto. A personagem originou numa competição de Photoshop de Something Awful, antes de mais tarde ser o antagonista principal no jogo de realidade alternativa Marble Hornets. Segundo a maioria das histórias, ele tem como alvo crianças. A lenda também causou controvérsia com o esfaqueamento Slender Man em 2014.

### Jeff the Killer
Jeff the Killer (Jeff o Matador) é uma história acompanha por uma imagem da personagem titular. Na história, um adolescente Jeff está a caminho da escola com o seu irmão mais novo quando é atacado por um grupo de bullies. Jeff defende-se e ao seu irmão e deixa os atacantes deitados no chão derrotados, as suas mãos e braços partidos. Depois do seu irmão alegar que ele feriu os bullies e é preso, Jeff passa várias dias perturbado, antes de ir a uma festa de aniversário no seu bairro onde ele é novamente atacado. Embora consiga matar um dos atacantes, ele fica severamente queimado durante a luta depois de ser incendiado. Durante uma estadia no hospital, Jeff percebe que gosta de magoar pessoas, e fica louco. Na noite depois de ter alta, ele corta a cara, deixando uma cicatriz na forma de um sorriso, e corta as suas pálpebras, para que nunca possa dormir. Ele mata os seus pais e irmão, sussurrando "dorme" enquanto mata o seu irmão. Ele torna-se num serial-killer que entra em casas à noite sussurrando "dorme" à suas vítimas antes de as matar.
A lenda do Jeff the Killer pode ser traçada até 2007 a um vídeo no Youtube publicado por DarkYKnighT.

### Ritual das 11 milhas
Na creepypasta do ritual das 11 milhas, uma pessoa que deseja realizar um sonho segue 11 milhas de uma estrada desconhecida com um obstáculo assustador em cada milha. No caso do realizador do ritual chegar à 11ª milha, então o ritual é considerado completo, levando à realização do desejo.

### Ted the Caver
Ted the Caver (Ted o Espeleólogo) começou como um website Angelfire no início de 2001 que documentava as aventuras de um homem e os seus amigos enquanto exploravam uma gruta local. A história está no formato de uma série de publicações de blog. Enquanto os exploradores se movem mais para dentro da grita, hieróglifos estranhos e ventos aparecem. Numa publicação final, Ted escreve que ele e os seus companheiros iriam levar uma arma para a gruta depois de experienciarem uma série de pesadelos e alucinações. O blog não foi atualizado desde o seu post final.
Em 2013, uma adaptação cinematográfica independente da história foi lançada, chamada Living Dark: the Story of Ted the Caver.

### Ben Drowned
Criado pelo usuário da internet Alex Hall ("Jadusable"), Ben Drowned (Ben Afogado) conta a história de um estudante universitário chamada Matt que compra uma cópia usada do vídeo-jogo The Legend of Zelda: Majora's Mask a um homem idoso numa venda de garagem. Matt descobre que o cartucho está assombrado pelo fantasma de um rapaz chamada Ben, que se afogou. Depois de apagar o jogo salvo de Ben, Matt encontra falhas perturbadoras e mensagens assustadoras como "Não devias ter feito isso..." e "Tiveste um destino terrível, não foi?".
Em maio de 2015, Variety relatou que Clive Barker estava a desenvolver uma adaptação na forma de série televisiva de Ben Drowned em parceria com a Warner Bros., mas Hall mais tarde confirmou que o projeto não estava mais em desenvolvimento.

### Mereana Mordegard Glesgorv
Criada por um usuário anónimo, a história é sobre um misterioso vídeo de Youtube de um homem num quarto escuro vermelho que olha para a câmera. O vídeo não tem áudio; os que o viram ou ficaram loucos e arrancaram os olhos ou cometeram suicídio; algumas vítimas de alguma maneira e sem explicação enviaram os seus olhos arrancados para a sede do YouTube. O vídeo da história foi recriado várias vezes no Youtube.

### Setealém
Setealém (também grafado como 7 Além, Sete Além, 7além ou Se7ealém) é uma lenda urbana e creepypasta brasileira criada pelo escritor e roteirista Luciano Milici. Descreve um suposto universo paralelo sombrio, semelhante a uma cidade distorcida, habitada por figuras hostis e cenários decadentes. A lenda ganhou notoriedade a partir de 2004, com a criação de uma comunidade no Orkut que reunia relatos de pessoas afirmando terem visitado o local acidentalmente, muitas vezes por meio de transportes públicos ou acessos urbanos incomuns. Ao longo dos anos, Setealém foi expandido para livros, contos, vídeos, podcasts e revistas digitais, tornando-se um dos mitos originais mais reconhecidos da internet brasileira.

## Sub-géneros decreepypasta

### Creepypastade episódios perdidos
Creepypasta de episódios perdidos descreve supostos episódios televisivos, tipicamente programas infantis, que ou nunca foram ao ar ou foram removidos de sindicação devido ao seu conteúdo violento ou grotesco. Estes supostos episódios perdidos focam-se normalmente em suicídio ou implicam que o espectador vá sofrer grande dano. Algumas destas creepypastas concentram-se em programas de acesso público em vez de programas nacionalmente sindicados. Exemplos notáveis incluíem o Suicídio de Squidward, Suicidemouse.avii, Bart Morto, e Max e Ruby 0004. Existem, no entanto, casos verdadeiros de episódios de desenhos animados que foram retirados ou banidos de transmissão devido ao conteúdo dos episódios ser inapropriado para crianças; por exemplo, um episódio de Dexter's Laboratory, intitulado "Remoção Rude", nunca foi ao ar pois o episódio tinha vários palavrões. Outro exemplo é a versão original do episódios dos Teletubbies "O Urso e o Leão", que foi retirado de transmissão adicional devido a críticas da sua cinematografia perturbadora, design das personagens, e música. Um episódio de SpongeBob SquarePants, intitulado "SpongeBob em RandomLand", teve que re-editar uma cena que se referia à creepypasta do Suicídio de Squidward.

### Vídeo-jogos
Creepypastas de vídeo-jogos concentram-se em vídeo-jogos que contêm conteúdo grotesco ou violento; este conteúdo pode passar para o mundo real e causar perigo ao jogador ou a outros. Várias creepypastas de vídeo-jogos revelam o conflito a ser causado por entidades malignas como fantasmas ou inteligência artificial.

### Assassinos psicóticos
Estas creepypastas falam de pessoas, normalmente um adolescente, que se tornam num psicopata ou assassino, muitas vezes envolvendo um desfiguramento como marca devido a efeitos de uma má infância, acidente, bullying, experiência que falhou, ou ameaça supernatural. Semelhante ao conteúdo de filmes slasher e splatter.

### Monstros supernaturais
Estas creepypastas envolvem ou seres supernaturais ou monstros reais lendários, míticos, e folcloristas.

### Rituais ou ritos
Estas creepypastas tipicamente contêm instruções de como fazer variados rituais de invocar entidades, incluindo o que se deve ou não fazer. O objetivo principal destes rituais são ter os desejos dos realizadores do ritual realizados após completação com sucesso do mesmo. Outros tipos de rituais que não têm o efeito de realizar desejos são normalmente realizados para recreação.

## Adaptações
- Em maio de 2015, Machinima, Inc. anunciou planos para uma série de web live-action curada por Clive Barker, intitulada "Clive Barker's Creepy Pasta", concentrando-se em Slender Man e Ben Drowned,[36] embora depois do fecho de Machinima, a série não tenha sido produzida.
- Cada temporada da série televisiva americana Channel Zero é baseada numa creepypasta diferente.[37]
- O realizador John Farrelly iria realizar um filme intitulado "The Sleep Experiment" (A Experiência do Sono), baseada na Experiência do Sono russa, em 2020,[38] mas o projeto nunca se materializou.